# Sh2-259
Sh2-259 è una nebulosa a emissione visibile nella costellazione di Orione.
Si trova nella parte nordorientale della costellazione, al confine con il Toro e coi Gemelli; è individuabile circa 6° ad ovest della brillante stella Alhena (γ Geminorum). La sua declinazione non è particolarmente settentrionale e ciò fa sì che essa possa essere osservata agevolmente da entrambi gli emisferi celesti, sebbene gli osservatori dell'emisfero boreale siano leggermente più avvantaggiati; il periodo in cui raggiunge la più alta elevazione sull'orizzonte è compreso fra i mesi di novembre e marzo.
Nonostante appaia apparentemente a breve distanza dalla regione di Sh2-254 e dalla parte meridionale dell'associazione Gemini OB1, si tratta di una regione H II situata alla periferia estrema della Via Lattea; secondo alcune stime la sua distanza è pari a circa 8300 parsec (27000 anni luce), o a 8000 parsec, ossia alla parte più esterna del Braccio del Cigno, il braccio di spirale più esterno in direzione dell'anticentro galattico. La responsabile della ionizzazione dei gas è una stella azzurra di sequenza principale di classe spettrale B1V, di quindicesima magnitudine, posta al centro della nube.